# 이승호 (정치인)
이승호(1940년 1월 28일 ~ )는 대한민국의 정치인이다. 제35·36대 인제군수를 역임했다.

## 역대 선거 결과
|  | 60.83% |

|  | 51.36% |